# Cyathea hirsutissima
Cyathea hirsutissima är en ormbunkeart som först beskrevs av Fée, och fick sitt nu gällande namn av Karel Domin. Cyathea hirsutissima ingår i släktet Cyathea och familjen Cyatheaceae. Inga underarter finns listade.